# Edmond Bailly
Henri-Edmond Limet, más conocido como Edmond Bailly (Lille, 19 de junio de 1850-París, 8 de septiembre de 1916), fue un escritor, editor y bibliotecario francés.

## Biografía
Edmond Bailly fue un músico y escritor de inspiración simbólica, teosófica y esotérica. Escribió ensayos, narrativa y artículos sobre la música esotérica.
Su obra más importante fue la dirección de la Librairie de l'art independant, abierta en el número 11 de la parisina Rue de la Chaussée d'Antin. Allí publicó varias revistas y se preocupó por los jóvenes autores. Se convirtió de esta manera en uno de los impulsores del simbolismo y también de la Sociedad Teosófica.

## Obras
- 1888: Étude sur la vie et les œuvres de Friedrich Gottlieb Klopstock.[1]
- 1887: Lumen, féerie chatoyante.[2]
- 1900: Le son dans la nature, en "The Theosophical Review", núm. 26, agosto, página 573.
- 1900: Le Pittoresque musical à l'Exposition.[3]
- 1903: L'Islamisme et son enseignement ésotérique.[4]
- 1909: La Légende de Diamant, sept récits du monde celtique.[5]
- 1912: Le Chant des voyelles comme invocation aux dieux planétaires.[6]

### Citas
1. ↑  Étude sur la vie et les œuvres de Friedrich Gottlieb Klopstock
2. ↑  Lumen, féerie chatoyante
3. ↑  Le Pittoresque musical à l'Exposition
4. ↑  L'Islamisme et son enseignement ésotérique, en línea.
5. ↑  La Légende de Diamant, sept récits du monde celtique
6. ↑  Página web de Pierre Painblanc.